# Баден (земля)
Південний Баден (нім. Südbaden; фр. Bade-du-Sud), утворено у грудні 1945 року з південної половини колишньої Баденської республіки, був у складі французької зони окупації Німеччини після Другої світової війни. Пізніше земля була перейменована на Баден і в 1949 році стала землею-засновником Федеративної Республіки Німеччина (Західна Німеччина, сьогодні просто Німеччина). У 1952 році Баден став частиною сучасної німецької землі Баден-Вюртемберг.

## Утворення
На Ялтинській конференції 1945 року Франції була виділена окупаційна зона для управління післявоєнною Німеччиною. Південний захід Німеччини, який раніше складався з Бадена, Вюртемберга та прусської провінції Гогенцоллерн, був поділений між Францією на півдні та Сполученими Штатами на півночі. Кордон між двома зонами було встановлено таким чином, що автобан, що сполучає Карлсруе та Мюнхен (сьогодні A8), повністю містився в американській зоні; Баварія також була передана американській адміністрації. У Французькій зоні Гогенцоллерн і південна половина Вюртемберга були об'єднані в Вюртемберг-Гогенцоллерн. У південній половині Бадена була створена земля Південний Баден 1 грудня 1945 року. Фрайбург був визначений столицею Південного Бадену; колишня столиця Бадену (Карлсруе) була в американській зоні.
Конституція Бадена була прийнята 19 травня 1947 року, преамбула якої стверджувала, що ця нова земля є справжнім спадкоємцем старого Бадену: хоча більша частина його території була частиною Бадена лише останні 150 років. Щоб підкріпити це твердження, конституція також прийняла прапор і герб Бадена до Другої світової війни для нової землі. У конституції також було чітко зазначено, що назва землі була «Баден» замість «Південний Баден». У 1949 році парламент Бадена проголосував за Основоположний закон ФРН і став землею-засновником (Західної) Німеччини після її утворення 23 травня 1949 року.

## Політика
У першій рік свого існування Південний Баден безпосередньо керувався французькою військовою адміністрацією. Після місцевих виборів у грудні 1946 року Баденська християнсько-соціальна народна партія (BCSV) стала найсильнішою партією, а її лідер Лео Волеб був призначений французькою адміністрацією президентом земельного секретаріату. У квітні 1947 року BCSV став асоціюватися з федеральним Християнсько-демократичним союзом (ХДС), перейменувавши себе на ХДС Баден і, таким чином, став попередником ХДС Баден-Вюртемберг.
24 липня 1947 року в Бадені відбулися перші та єдині державні вибори, на яких ХДС Волеба здобула абсолютну більшість у 55,9%. SPB – баденська філія СДПН – посіла друге місце з 22,4%. Оскільки французька військова адміністрація все ще мала багато ключових виконавчих повноважень у Бадені, однопартійний уряд був неможливим, попри абсолютну більшість ХДС. Спроби сформувати загальнопартійний уряд зазнали невдачі через розбіжності щодо включення Комуністичної партії (КПН). Згодом була сформована велика коаліція між ХДС і СПБ, з Волебом як міністром-президентом. Після утворення Федеративної Республіки Німеччини та припинення французької адміністрації однопартійні уряди знову були дозволені, і коаліція більше не була потрібна; з 1949 по 1952 рік Волеб керував Баденом на чолі уряду, який складався лише з ХДС.

## Скасування

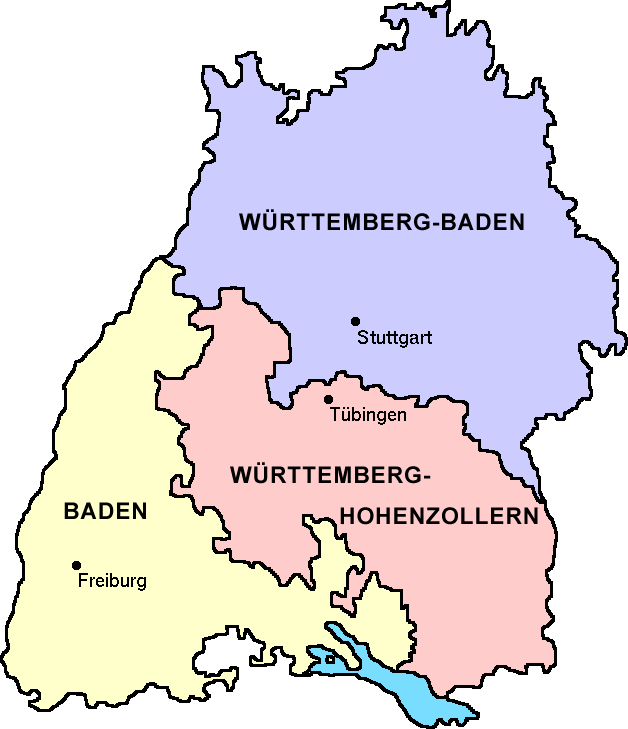
Три землі, що були об’єднані в Баден-Вюртемберг в 1952 році

З припиненням військового панування в Західній Німеччині три західні держави вимагали від очільників земель переглянути та остаточно визначити межі, які були встановлені під час окупації. На південному заході не було вирішено, чи слід відновити Баден і Вюртемберг як окремі землі (з Вюртембергом, який поглинув Гогенцоллернів, оскільки Пруссія була скасована), чи об’єднати їх у нову землю. У Бадені Волеб був категоричним противником злиття. У 1950 році був проведений референдум щодо об'єднання трьох південно-західних земель. У межах Бадена до 1945 року злиття було відхилено, і було обрано відновлення Бадена. Ці голоси у Бадені переважив більш густонаселений Вюртемберг, де злиття було прийнято. Після цього референдуму 25 квітня 1952 року три південно-західні землі були об’єднані в сучасну німецьку землю Баден-Вюртемберг.
Проти референдуму та об’єднання, що випливає з нього, розгорталися різні юридичні слухання. Щойно заснований Федеральний конституційний суд Німеччини визнав референдум 1951 року недійсним після того, як голосування суддів закінчилося нічиєю. У 1956 році суд дійшов висновку, що референдум у (Південному) Бадені не був прийнятий більшістю і мав бути повторений. Уряд землі Баден-Вюртемберг дозволив повторити його лише через чотирнадцять років в 1970 році: через вісімнадцять років після об'єднання. Цього разу в (Південному) Бадені 81% проголосували за статус-кво.